# Aloe albocincta
Aloe albocincta é uma espécie de liliopsida do gênero Aloe, pertencente à família Asphodelaceae.